# Utopia Banished
Utopia Banished — четвертий студійний альбом британського ґрайндкор-гурту Napalm Death, випущений 23 червня 1992 року лейблом Earache Records. Це перший альбом за участю Денні Еррери в ролі ударника після відходу Міка Гарріса. Журнал Metal Hammer включив його до списку 20 найкращих метал-альбомів 1992 року.

## Про альбом
Utopia Banished став першим альбомом за участі ударника Денні Еррери після того, як колектив покинув Мік Харріс. Також на цьому альбом Napalm Death почали працювати з відомим продюсером Коліном Річардсоном, співпраця з котрим проіснувала аж до 1999 року. Запис проходив у лютому-березні 1992 року у студії The Windings (місто Рексхем, Північний Уельс).
Після неоднозначної оцінки фанатами попереднього диска Harmony Corruption гурт знову просунувся у плані звучання в сторону грайндкору, і тому альбом був ближче до перших альбомів групи — Scum і From Enslavement to Obliteration. Однак деяка дет-складова залишилася. Тривалість пісень зменшилася, а число композицій збільшилося.
В завершальній композиції альбому «Contemptuous» є рядок «I am in a world of shit», взятий з кінофільму Стенлі Кубрика «Суцільнометалева оболонка».
Альбом у плані комерції опинився вельми успішним, посівши на піку 58-е місце у британському чарті.
Лімітований і вініловий наклад цього альбому мали додатковий диск з 4 бонус-треками пісні. Сучасні наклади альбому замість цих треків містять бонусний DVD-диск The DVD з матеріалами виступів Napalm Death у 1989—1990 роках.

## Список композицій
1. Discordance – 1:26
2. I Abstain – 3:30
3. Dementia Access – 2:27
4. Christening of the Blind – 3:21
5. The World Keeps Turning – 2:55
6. Idiosyncratic – 2:35
7. Aryanisms – 3:08
8. Cause and Effect (Pt. II) – 2:07
9. Judicial Slime – 2:36
10. Distorting the Medium – 1:58
11. Got Time to Kill – 2:28
12. Upward and Uninterested – 2:07
13. Exile – 2:00
14. Awake (To a Life of Misery) – 2:05
15. Contemptuous – 4:21

### Список бонусних композицій
1. One and the Same – 1:50
2. Sick and Tired – 1:26
3. Malignant Trait – 2:20
4. Killing with Kindness – 2:07

## Учасники запису
- Марк «Барні» Грінвей – вокал
- Шейн Ембері – бас-гітара
- Мітч Харріс – гітара, вокал
- Джессі Пінтадо – гітара
- Денні Еррера – ударні